# Gualambo
Le gualambo est un instrument de musique du Brésil et du Paraguay. C'est un arc musical indigène dont le nom suggère néanmoins une origine africaine.

## Jeu
Les Amérindiens Kaingang en jouent en usant d'une technique de friction à l'aide d'une baguette.

## Source
(en) S. Sadie, The New Grove Dictionary of Musical Instruments, Macmillan, London, 1985.